# Kobalt(II)bromide
Kobalt(II)bromide is een kobaltzout van waterstofbromide, met als brutoformule CoBr2. In watervrije toestand komt het zout voor als een groen kristallijn poeder dat goed oplosbaar is in water.

## Synthese
Kobalt(II)bromide kan bereid worden door de samenstellende elementen met elkaar in contact te brengen:
{\displaystyle \mathrm {Co\ +\ Br_{2}\ \longrightarrow \ CoBr_{2}} }
Verder kan het bereid worden door de reactie van kobalt(II)hydroxide met waterstofbromide:
{\displaystyle \mathrm {Co(OH)_{2}\ +\ 2\ HBr\ \longrightarrow \ CoBr_{2}\ +\ 2\ H_{2}O} }
Een andere mogelijkheid is de reactie van kobalt(II)acetaat (als tetrahydraat) met acetylbromide:
{\displaystyle \mathrm {Co(CH_{3}CO_{2})_{2}\cdot 4\ H_{2}O\ +\ 6\ CH_{3}COBr} }
{\displaystyle \mathrm {\longrightarrow \ CoBr_{2}\ +\ 2\ (CH_{3}CO)_{2}O\ +\ 4\ CH_{3}CO_{2}H\ +\ 4\ HBr} }

## Eigenschappen
Kobalt(II)bromide is een hygroscopische stof. In contact met vochtige lucht treedt verkleuring op: de kristallen worden rood doordat zij kristalwater binden in het kristalrooster. Het vormt daarbij een hexahydraat. Het kristalwater kan verdreven worden door het zouthydraat op te lossen in zwavelzuur of door de kristallen te verhitten boven 130°C. Reeds bij 100°C gaat het hexahydraat over in een metastabiel dihydraat, dat een karakteristieke paarse kleur bezit.

## Toepassingen
Kobalt(II)bromide wordt gebruikt als katalysator bij oxidaties van organische verbindingen (doorgaans als stabiele coördinatieverbinding met trifenylfosfine als ligand). 